# Ptahchepsès (administrateur royal)
 (janvier 2021).
Si vous disposez d'ouvrages ou d'articles de référence ou si vous connaissez des sites web de qualité traitant du thème abordé ici, merci de compléter l'article en donnant les références utiles à sa vérifiabilité et en les liant à la section « Notes et références ».
Pour les articles homonymes, voir Ptahchepsès.
Ptahchepsès dit le jeune était le fils du vizir Ptahchepsès. Par sa mère Khâmerernebti, fille de la reine Rêpoutnoub il était le petit-fils du pharaon Niouserrê (Ve dynastie).

## Généalogie
Il est représenté en compagnie de son père sur les parois du grand mastaba du vizir au contraire de son frère Khâfini qui semble être tombé en disgrâce puisque ses représentations et noms ont été effacés.
Quoi qu'il en soit, Ptahchepsès occupa la charge d'administrateur de la Haute-Égypte et reçut le privilège de se faire construire sa tombe à proximité de celle de son père dans la nécropole royale d'Abousir.